# 1825 Klare
1825 Klare è un asteroide della fascia principale. Scoperto nel 1954, presenta un'orbita caratterizzata da un semiasse maggiore pari a 2,6766948 UA e da un'eccentricità di 0,1154985, inclinata di 4,03238° rispetto all'eclittica.
L'asteroide è dedicato all'astronomo tedesco Gerhard Klare, specialista di corpi minori presso l'Osservatorio di Heidelberg-Königstuhl.